# Station Trengereid
Station Trengereid is een spoorwegstation in Trengereid in de gemeente Bergen in Noorwegen. Het stationsgebouw dateert uit 1883. Het station wordt enkel bediend door de stoptreinen van lijn 45 tussen Bergen en Voss.